# Licania latifolia
Licania latifolia är en tvåhjärtbladig växtart som beskrevs av Joseph Dalton Hooker och George Bentham. Licania latifolia ingår i släktet Licania och familjen Chrysobalanaceae. Inga underarter finns listade i Catalogue of Life.